# Diuca diuca
Tentilhão-diuca ou diuca (Diuca diuca) é uma espécie de ave da família Emberizidae.
Pode ser encontrada nos seguintes países: Argentina, Bolívia, Brasil, Chile e Uruguai. Seus habitats naturais são: matagal árido tropical ou subtropical, matagal tropical ou subtropical de alta altitude e florestas secundárias altamente degradadas.